# Afrofobi
Afrofobi är rasism som riktar sig mot människor med bakgrund i subsahariska Afrika och som tillhör den afrikanska diasporan.
Afrofobi kan ta sig olika uttryck, som verbala kränkningar, fysiska angrepp, uteslutning från specifika sammanhang eller systematisk rasdiskriminering inom exempelvis arbets- och bostadsmarknaden.
Begreppet används bland annat av FN. Det används också av EU, till exempel genom att de anordnade Hearing on Afrophobia och att Europeiska myndigheten för Grundläggande Rättigheter (FRA) har publicerat rapporter på ämnet. Även Sveriges statsminister har använt begreppet afrofobi genom att prata om den rasism afrosvenskar utsätts för.
Idag finns det ca 180 000 afrosvenskar, varav 60% uppges vara utlandsfödda och 40% födda i Sverige.

## Afrofobi i Sverige
Ett av många problem som möter afrosvenskar är utsatthet för hatbrott. Hatbrott med rasistiska eller främlingsfientliga förtecken är de vanligaste hatbrotten i Sverige enligt BRÅ. Av dessa brott är 13% afrofobiska.
På arbetsmarknaden är afrosvenskar den etniska minoritet som har högst arbetslöshet oavsett hur länge de levt i Sverige. Afrosvenskar tenderar också i högre utsträckning att ha arbeten som de är överkvalificerade för.
På bostadsmarknaden finns det en överrepresentation av afrosvenskar i låginkomstområden.
Sverige kritiserades 2014 av Kontoret för FN:s högkommissarie för mänskliga rättigheter för den rasism, de hatbrott och diskriminering som afrosvenskar möter. Experterna från FN noterade att det fanns en stor skillnad mellan ord och handling i den svenska regeringens arbete mot afrofobi och rasism. Inte minst beskrev de en oroväckande tystnad och brist på diskussion om rasism och rasdiskriminering i Sverige.